# Joan Estelrich i Artigues
Joan Estelrich i Artigues (Felanitx, Mallorca, 20 de gener de 1896 - París, 20 de juny de 1958) fou un escriptor i polític mallorquí. A Maó publicà a la revista Cruz y Espada i el 1917 fundà el periòdic regionalista La Veu de Mallorca. Com a escriptor l'any 1913 va fundar la Gaceta de Menorca, l'any següent va publicar poemes a La Aurora i va col·laborar a la Vanguardia Balear. L'any 1919 va participar en la fundació d'Expansió Catalana.

## Biografia
De família tradicionalista, el seu pare Joan Estelrich i Colom fou guàrdia civil. Cursà els primers estudis a Maó i estudià filosofia i lletres a la Universitat de Barcelona. S'afilià a les Joventuts de la Lliga Regionalista, influït per Francesc Cambó, de qui fou secretari. A Barcelona fundà la revista Quaderns d'Estudis (1918), la col·lecció Minerva i dirigí la Fundació Bernat Metge (1923-1958), per a la qual traduí una part del volum primer dels Discursos de Ciceró (1923) i del segon de la Història d'Alexandre el Gran de Quint Curci Ruf (1926). També col·laborà a La Veu de Catalunya.
Partidari de dur a terme una política exterior catalanista, el 1919 havia fundat la plataforma Expansió Catalana i actuà a Ginebra en els ambients de la Societat de Nacions. Durant la Dictadura de Miguel Primo de Rivera s'encarregà de la campanya internacional de la Lliga Regionalista per difondre els objectius del catalanisme, raó per la qual s'hagué de mantenir a l'exili.
El 1930 intentà amb Ferran Valls i Taberner la revisió del pensament d'Enric Prat de la Riba, abandonà la identificació entre catalanisme i nacionalisme i defensà la reunió de nacionalitats lliures dins un estat complex. Fou diputat a corts de la Lliga per la província de Girona a les eleccions generals espanyoles de 1931, 1933 i 1936, i des del 1933 formà part del consell de govern de Lliga Catalana i del Front Català d'Ordre. El 1936 també fou encarregat d'acostar intel·lectuals catalans i mallorquins, que es traduí en el Missatge als mallorquins i la Resposta als catalans, i nomenat delegat membre del Consell Interparlamentari a Brussel·les. També fou nomenat delegat espanyol a la Comissió de l'assemblea de la Societat de Nacions.
L'esclat de la guerra civil espanyola el va sorprendre a Budapest en una conferència sobre el paper de les humanitats en la formació de l'home modern. Indignat per la persecució política i religiosa a les zones controlades pel Front Popular, i influït per Cambó, es posà de part dels sublevats. Assistí aleshores a una reunió del PEN Club a Buenos Aires, i en tornar a principis de 1937, s'instal·là a París, on contactà amb Carles Soldevila i organitzà el Comité Intellectuel d'Amitié de la France et d'Espagne, que el 10 de desembre de 1937 va publicar el Manifeste aux intellectuels espagnols. També formà part de l'Oficina de Propaganda i Premsa a París i dirigí l'editorial i la revista Occident, revista de propaganda del govern de Burgos finançades per Francesc Cambó, i el 1937 publicà en diverses llengües l'al·legat La persecución religiosa en España, amb pròleg de Paul Claudel. Un cop acabada la guerra va tornar a Mallorca, però no pogué treure de la presó el seu germà Bartomeu Estelrich, guàrdia civil destinat a Madrid que es mantingué lleial i que fou condemnat a mort el 1939, encara que li fou commutada la pena per presó el 1941.
Tot i haver donat suport al nou règim, no li faltaren sospites i acusacions de separatisme entre el falangisme. El 1944 decideix marxar a París mentre s'esclaria la investigació per la Falange que l'acusava de pertànyer a la maçoneria. Un cop allà va viure l'alliberament de la ciutat de l'ocupació nazi. El 1949 marxà a Tànger, on va dirigir el diari España. Del 1952 al 1958 representà Espanya a la UNESCO i s'instal·là a París, d'on ja no tornaria. Com a assagista literari, fou influït per Eugeni d'Ors, Joan Maragall, Giacomo Leopardi i Søren Kierkegaard. Després de la guerra escriví assaig en castellà i col·laborà a Destino.
Casat amb Anna March i d'Olasso era el pare de Joan Estelrich March. Tingué una filla amb Paulina Pi de la Serra i Joly.

## Obres
- Entre la vida i els llibres (1926)
- La qüestió de les minories nacionals (1928)
- La question des minorités et la Catalogne (1929)
- El moment polític, Catalunya endins (1930)
- Fènix o l'esperit de la Renaixença (RBA, 1934)
- Dietaris (2012)